# Pete Zimmer
Pete Zimmer (* 18. September 1977 in Waukesha, Wisconsin) ist ein US-amerikanischer Jazzmusiker (Schlagzeuger, Bandleader), Komponist und Musikpädagoge. Für Teile der Kritik gilt er „als zeitgenössische Version eines Art Blakey.“

## Leben und Wirken
Zimmer studierte zunächst an der Northern Illinois University, um dann seinen Bachelor am New England Conservatory of Music in Boston zu machen. 2001 zog er in den New Yorker Stadtteil Queens, wo er als professioneller Musiker mit seinem Bostoner Mentor George Garzone arbeitete, ferner mit Musikern wie Joel Frahm, Jeremy Pelt, Michael Rodríguez, David Wong, Dennis Irwin, Randy Napoleon, Gene Perla, Tom Kennedy, Wayne Escoffery, Jaleel Shaw. Auf seinem eigenen Label Tippin’ Records legte er ab 2004 eine Reihe von Alben mit eigenen Kompositionen vor. Zimmer unterrichtete an der Indiana University, Ohio State University, Northern Illinois University, University of Wisconsin–Milwaukee und am Wisconsin Conservatory of Music. Gegenwärtig (2019) leitet Zimmer ein Quintett, dem Stacy Dillard, Peter Bernstein, Miki Yamanaka (Piano) und Yasushi Nakamura angehören.